# Barbaraturm (Mönchsberg)

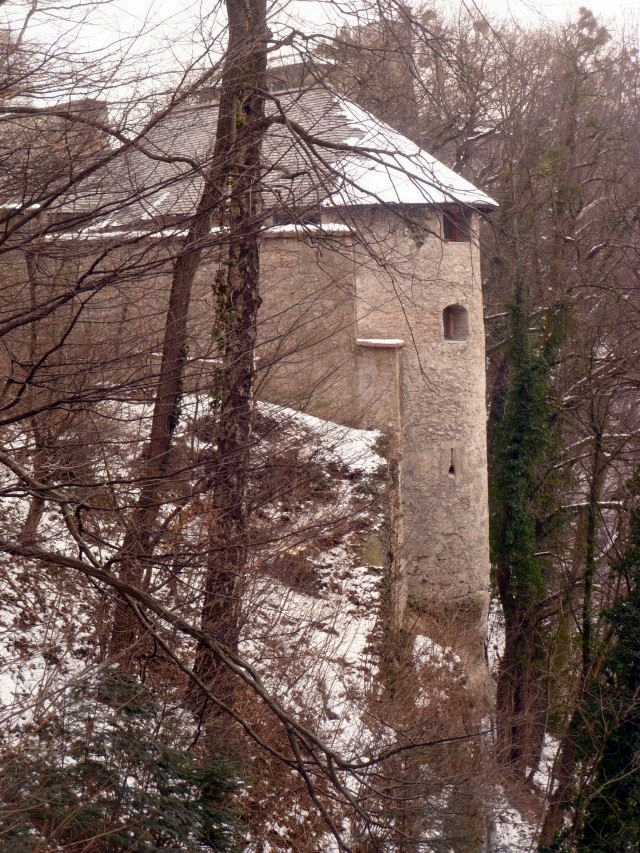
Barbaraturm an der Westseite des Mönchsbergs

Der Barbaraturm ist Teil der Befestigungsanlage des Mönchsberges in Salzburg (Österreich). Er schloss den Oberen Zwinger der Richterhöhe nach Norden hin ab und sicherte zudem die mittelalterliche und frühneuzeitliche Wehrmauer, die sich an der Oberkante des Mönchsbergfelses bis zur Bürgerwehr (Mönchsberg 19 A–D) hin zieht.

## Geschichte
Der Barbaraturm ist ein mittelalterlicher Wehrturm. Ein nebenstehender, heute gänzlich verfallener Turm wurde nach 1733 bzw. 1744 als Pulverturm und im 19. Jahrhundert als „Laboratorium“ bzw. "Salpeterturm" zur Pulverherstellung genutzt.
1898 ging der Turm durch Kauf aus dem ärarischen Eigentum der k.k. Monarchie in städtisches Eigentum über. Lange Zeit war er von einer sozialistischen Jugendvereinigung genutzt. Viele Jahre nach dem Zweiten Weltkrieg bewohnte als Mieter die Salzburger Antiquitätenfamilie Werner den Turm. 2003 wurde das alte Gemäuer von einem Halleiner Kinderarzt erworben und umgebaut.

## Wahrnehmung

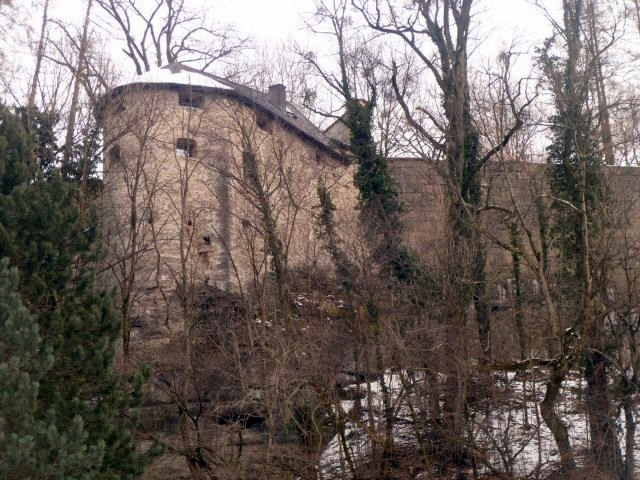
Barbaraturm von der Bucklreutstraße aus

Der Turm ist wenig bekannt, da er heute vom Dr.-Ludwig-Prähauser-Weg am Mönchsberg aus hinter einer hohen Steinmauer verborgen bleibt. Von der Bucklreuthstraße aus und vor allem von der kleinen Wehr- bzw. Aussichtsplattform nördlich des Turmes kann man besonders im Winter die sich vom Kupelwieserschlössl nach Norden hinziehende Befestigungsanlage samt dem Turm jedoch gut einsehen.